# Adam Kaznowski
Adam Kaznowski – polski biolog, dr hab. nauk biologicznych, profesor zwyczajny Instytutu Biologii Eksperymentalnej Wydziału Biologii Uniwersytetu im. Adama Mickiewicza w Poznaniu.

## Życiorys
21 grudnia 1998 habilitował się na podstawie dorobku naukowego i pracy zatytułowanej Identyfikacja gatunków genomowych pałeczek Aeromonas oraz oznaczenie ich właściwości biochemicznych, fizjologicznych i oporności na wybrane czynniki przeciwbakteryjne. 31 października 2007 nadano mu tytuł profesora w zakresie nauk biologicznych. Został zatrudniony na stanowisku zastępcy dyrektora Instytutu Biologii Eksperymentalnej na Wydziale Biologii Uniwersytetu im. Adama Mickiewicza w Poznaniu, oraz piastuje funkcję profesora zwyczajnego w tymże Instytucie.
Jest przewodniczącym Komisji Rewizyjnej na Oddziale Poznańskim Polskiego Towarzystwa Mikrobiologów.

## Publikacje
- 1997: Numerical taxonomy and DNA-DNA hybridizations of Aeromonas strains isolated from human diarrhoeal stool, fish and environment[1]
- 2003: The Yersinia High-pathogenicity Island and Iron Uptake Systems in Clinical Isolates of Escherichia coli[1]
- 2003: 16S to 23S rDNA spacer fragment length polymorphism of Aeromonas sp[1]
- 2008: Interaction of Aeromonas spp. human isolates with murine macrophages[1]
- 2012: Multiresistant Enterobacteriaceae with class 1 and class 2 integrons in a municipal wastewater treatment plant[1]
- 2012: Insecticidal Activity of Bacillus thuringiensis Strains Isolated from Soil andWater[1]
- 2017: Effect of subinhibitory concentrations of tigecycline and ciprofloxacin on the expression of biofilm-associated genes and biofilm structure of Staphylococcus epidermidis[1]